# Dymasius austroindicus
Dymasius austroindicus es una especie de escarabajo del género Dymasius, familia Cerambycidae. Fue descrita científicamente por Miroshnikov & Gouverneur en 2019.
Habita en India. Los machos y las hembras miden aproximadamente 10,7 mm. El período de vuelo de esta especie ocurre en el mes de mayo.